# Зиновское (Ярославская область)
Зиновское — деревня в Ярославском районе Ярославской области. Входит в состав Карабихского сельского поселения.

## География
Находится в восточной части Ярославской области на расстоянии приблизительно 11 км на юго-запад по прямой от станции Ярославль.

## История
В 1859 году здесь (деревня Ярославского уезда Ярославской губернии) было учтено 12 дворов, в 1898 — 13, в 1941 — 19.

## Население
Численность населения: 71 человек (1859 год), 0 как в 2002 году, так и в 2010.

## Общественный транспорт
В непосредственной близости расположен остановочный пункт «Зиновское». В 1.8 км находится автобусная остановка «Дубки».